# Abraham de Haag
Abraham de Haag var en målare, verksam på 1600-talet.
Lite är känt om Abraham de Haags ursprung men man antar att han flyttade till Gotland på 1600-talet. Bland hans arbeten märks oljemålningen med en korsfästelsescen i en stil som återgår till Rembrandt som han utförde för Västergarns kyrka på Gotland. 